# 柏森村
柏森村（かしわもりむら）は、愛知県丹羽郡にかつてあった村。
現在の扶桑町柏森、大口町余野に該当する。

## 歴史
古くは稲木荘に属し、柏森の里といった。その頃は付近一帯に山林、竹林が多く、樫、松などが密生していたところから樫森といった。後になって、同音の柏になり、現在使われている柏森になったといわれる。
この地は昔、須佐之男神を祭ったところであったが、嵯峨天皇のときに須佐之男神の宮を尾張国海部郡（現在の津島市）に還し奉った。その遺跡が天王跡であるといい、その還し給う時に、神が夢枕に立ち「此ノ地ヲ去ル共『家子者守ル』と詔し給いしより、この村名をカシハモリと称するようになった」とも言い伝えられるが、もとより伝承で確証はない。
村中に御字神、フレ橋（津島橋）などこれに因んだ跡があるのは、この伝承に幾分の勢いをつけるもののようである。
弘安3年、定照東安上人によって南部に竜雲山大道寺という名刹をみるようになったとも伝えられる。
なお、黒野には有名な元亀塚がある。これは織田方の戦死者を埋葬したと伝える人もあるが、古墳時代に築かれた古墳であることは、出土品の須恵器を見ても明らかである。
江戸時代には尾張藩の領地で小牧代官所（陣屋）の支配地となった。

## 沿革
- 1889年（明治22年）10月1日 - 町村制により柏森村が発足。
- 1895年（明治28年）8月19日 - 小口村の一部（余野）が編入される。
- 1906年（明治39年）10月1日 - 分割され廃止。
  - 柏森村の一部（余野）は、太田村、小口村、富成村と合併。大口村発足。
  - 柏森村の一部（柏森）は、山名村、豊国村、高雄村の一部と合併。扶桑村発足。

## 地理
『尾張徇行記』によると盛んな様子が読み取れるが、林があちこちにあったことが分かる。柳街道も改修され、江森から余野に通じる十字路が札の辻として、高札（御触書）の出されたところで、道行く人の目をひいた。ここを中心に大きな集落が作られており、美濃地方から草井の渡しを経て、小牧、内津方面と名古屋へ通ずる交通の要地となった。